# Renesansno slikarstvo
Nakon pada Rimskog Carstva kršćanska je civilizacija, koja se počela razvijati u Europi, klasičnu umjetnost smatrala odveć poganskom. U 15. stoljeću su slikari, kipari i arhitekti počeli u umjetnosti oživljavati klasičnu tradiciju stvarajući vrlo naravna kršćanska umjetnička djela. Ovaj preporod nazvan je Renesansa, prema francuskoj riječi koja znači »ponovno rođenje«. Javila se u Italiji otkuda se širila diljem Europe.
- Perspektiva

Talijan Tomaso Masaccio (1401. – 1428.) bio je prvi slikar koji je nakon klasičnog razdoblja koristio perspektivu. Perspektiva stvara iluziju dubine iza ravne površine slike.
- Svjetovna umjetnost

Tijekom renesanse europski slikari raskinuli su sa starom tradicijom. Religijske teme, kao što su prizori iz Biblije, još uvijek su bile važne, no umjetnici su počeli bilježiti i prizore iz svakodnevnog života.
Izgled slike ovisi o slikarskim materijalima. Prije pojave uljanih boja u 15. stoljeću, umjetnici su temperom, smjesom jajeta i pigmenta boje, radili izravno na gipsanoj podlozi. Omiljeni medij uskoro su postale uljane boje, koje su bile fleksibilnije i izgledale su dovršenije.
- Jajna tempera

Jaje (žumanjak ili žumanjak s bjelanjkom) snažan je medij za boje, no ljepljivo je i brzo se suši pa se teško nanosi.
- Uljane boje

Prednost ulja kao medija je njegovo sporije sušenje što umjetnicima omogućuje unošenje promjena tijekom rada.
- Vrijednost boje

Određene boje, kao što je zlatna, uvijek su bile skuplje od ostalih. Do 17. stoljeća najskuplja je bila tamnoplava zato što se izrađivala od poludragog kamena, lapis lazulia.